# Roman Polák
Roman Polák, född 28 april 1986, är en tjeckisk professionell ishockeyspelare som spelar för Dallas Stars i NHL.
Han har tidigare spelat på NHL-nivå för Toronto Maple Leafs, San Jose Sharks och St. Louis Blues och på lägre nivåer för Peoria Rivermen i AHL, HC Vitkovice i Extraliga och Kootenay Ice i WHL.
Polák draftades i sjätte rundan i 2004 års draft av St. Louis Blues som 180:e spelare totalt.
Den 1 juli 2018 skrev han som free agent på ett ettårskontrakt värt 1,3 miljoner dollar med Dallas Stars.

## Statistik
| 2004–05          | Kootenay Ice        | WHL              | 65  | 5  | 18  | 23  | 85  | 9  | 0 | 0 | 0 | 6  |
| 2005–06          | HC Vitkovice        | Extraliga        | 37  | 0  | 1   | 1   | 16  | 6  | 0 | 0 | 0 | 0  |
| 2006–07          | St. Louis Blues     | NHL              | 19  | 0  | 0   | 0   | 6   | —  | — | — | — | —  |
|                  | Peoria Rivermen     | AHL              | 53  | 4  | 8   | 12  | 66  | —  | — | — | — | —  |
| 2007–08          | St. Louis Blues     | NHL              | 6   | 0  | 1   | 1   | 0   | —  | — | — | — | —  |
|                  | Peoria Rivermen     | AHL              | 34  | 0  | 7   | 7   | 33  | —  | — | — | — | —  |
| 2008–09          | St. Louis Blues     | NHL              | 69  | 1  | 14  | 15  | 45  | 4  | 0 | 0 | 0 | 0  |
| 2009–10          | St. Louis Blues     | NHL              | 78  | 4  | 17  | 21  | 59  | —  | — | — | — | —  |
| 2010–11          | St. Louis Blues     | NHL              | 55  | 3  | 9   | 12  | 33  | —  | — | — | — | —  |
| 2011–12          | St. Louis Blues     | NHL              | 77  | 0  | 11  | 11  | 57  | 9  | 0 | 0 | 0 | 19 |
| 2012–13          | St. Louis Blues     | NHL              | 48  | 1  | 5   | 6   | 48  | 6  | 0 | 1 | 1 | 2  |
|                  | HC Vitkovice        | Extraliga        | 22  | 2  | 6   | 8   | 79  | —  | — | — | — | —  |
| 2013–14          | St. Louis Blues     | NHL              | 72  | 4  | 9   | 13  | 71  | 6  | 0 | 1 | 1 | 4  |
| 2014–15          | Toronto Maple Leafs | NHL              | 56  | 5  | 4   | 9   | 48  | —  | — | — | — | —  |
| 2015–16          | Toronto Maple Leafs | NHL              | 55  | 1  | 12  | 13  | 56  | —  | — | — | — | —  |
|                  | San Jose Sharks     | NHL              | 24  | 0  | 3   | 3   | 16  | 24 | 0 | 0 | 0 | 15 |
| 2016–17          | Toronto Maple Leafs | NHL              | 75  | 4  | 7   | 11  | 65  | 2  | 0 | 0 | 0 | 0  |
| 2017–18          | Toronto Maple Leafs | NHL              | 54  | 2  | 10  | 12  | 46  | 7  | 0 | 1 | 1 | 4  |
| 2018–19          | Dallas Stars        | NHL              | —   | —  | —   | —   | —   | —  | — | — | — | —  |
| NHL totalt       | NHL totalt          | NHL totalt       | 688 | 25 | 102 | 127 | 550 | 58 | 0 | 3 | 3 | 44 |
| AHL totalt       | AHL totalt          | AHL totalt       | 87  | 4  | 15  | 19  | 99  | —  | — | — | — | —  |
| Extraliga totalt | Extraliga totalt    | Extraliga totalt | 59  | 2  | 7   | 9   | 95  | 6  | 0 | 0 | 0 | 6  |
| WHL totalt       | WHL totalt          | WHL totalt       | 65  | 5  | 17  | 23  | 85  | 9  | 0 | 0 | 0 | 6  |